# Hebrajscy Komuniści
Hebrajscy Komuniści (hebr.: קומוניסטים עברים, trb. Komunistim Iwrim) – izraelska efemeryczna partia polityczna działająca w latach 40. XX wieku.
Jako frakcja parlamentarna zaistniała podczas pierwszej kadencji Knesetu, kiedy 8 czerwca 1949 Eli’ezer Preminger opuścił Komunistyczną Partię Izraela. Przestała istnieć już 15 sierpnia gdy dołączyła do Mapam.